# Mathilda Hodgkins-Byrne
Mathilda Hodgkins-Byrne, född den 1 oktober 1994 i London , är en brittisk roddare.

## Karriär
Vid OS 2024 i Paris tog Mathilda Hodgkins-Byrne brons tillsammans med Becky Wilde i dubbelsculler.